# Sariac-Magnoac
Sariac-Magnoac est une commune française située dans le nord-est du département des Hautes-Pyrénées, en région Occitanie.
Sur le plan historique et culturel, la commune est dans la région gasconne de Magnoac, située sur le plateau de Lannemezan, qui reprend une partie de l'ancien Nébouzan, qui possédait plusieurs enclaves au cœur de la province de Comminges et a évolué dans ses frontières jusqu'à plus ou moins disparaitre. Exposée à un climat océanique altéré, elle est drainée par l'Arrats, le Gers, la Gèze et par divers autres petits cours d'eau. La commune possède un patrimoine naturel remarquable composé de deux zones naturelles d'intérêt écologique, faunistique et floristique.
Sariac-Magnoac est une commune rurale qui compte 159 habitants en 2022, après avoir connu un pic de population de 599 habitants en 1846.

## Géographie

### Localisation
La commune de Sariac-Magnoac se trouve dans le département des Hautes-Pyrénées, en région Occitanie.
Elle se situe à 39 km à vol d'oiseau de Tarbes, préfecture du département, et à 14 km de Trie-sur-Baïse, bureau centralisateur du canton des Coteaux dont dépend la commune depuis 2015 pour les élections départementales.
La commune fait en outre partie du bassin de vie de Boulogne-sur-Gesse.
Les communes les plus proches sont : 
Peyret-Saint-André (2,9 km), Mont-d'Astarac (2,9 km), Castelnau-Magnoac (3,3 km), Betbèze (3,8 km), Chélan (3,9 km), Aries-Espénan (3,9 km), Casterets (3,9 km), Larroque (4,1 km).
Sur le plan historique et culturel, Sariac-Magnoac fait partie de la région gasconne de Magnoac, située sur le plateau de Lannemezan, qui reprend une partie de l’ancien Nébouzan, qui possédait plusieurs enclaves au cœur de la province de Comminges et a évolué dans ses frontières jusqu’à plus ou moins disparaitre.
Les communes limitrophes sont  Aries-Espénan, Betbèze, Castelnau-Magnoac, Casterets, Chélan, Mont-d'Astarac et Thermes-Magnoac.
| Chélan (Gers)     | Mont-d'Astarac (Gers) | Casterets       |
| Castelnau-Magnoac | Sariac-Magnoac        | Thermes-Magnoac |
|                   | Aries-Espénan         | Betbèze         |

### Hydrographie

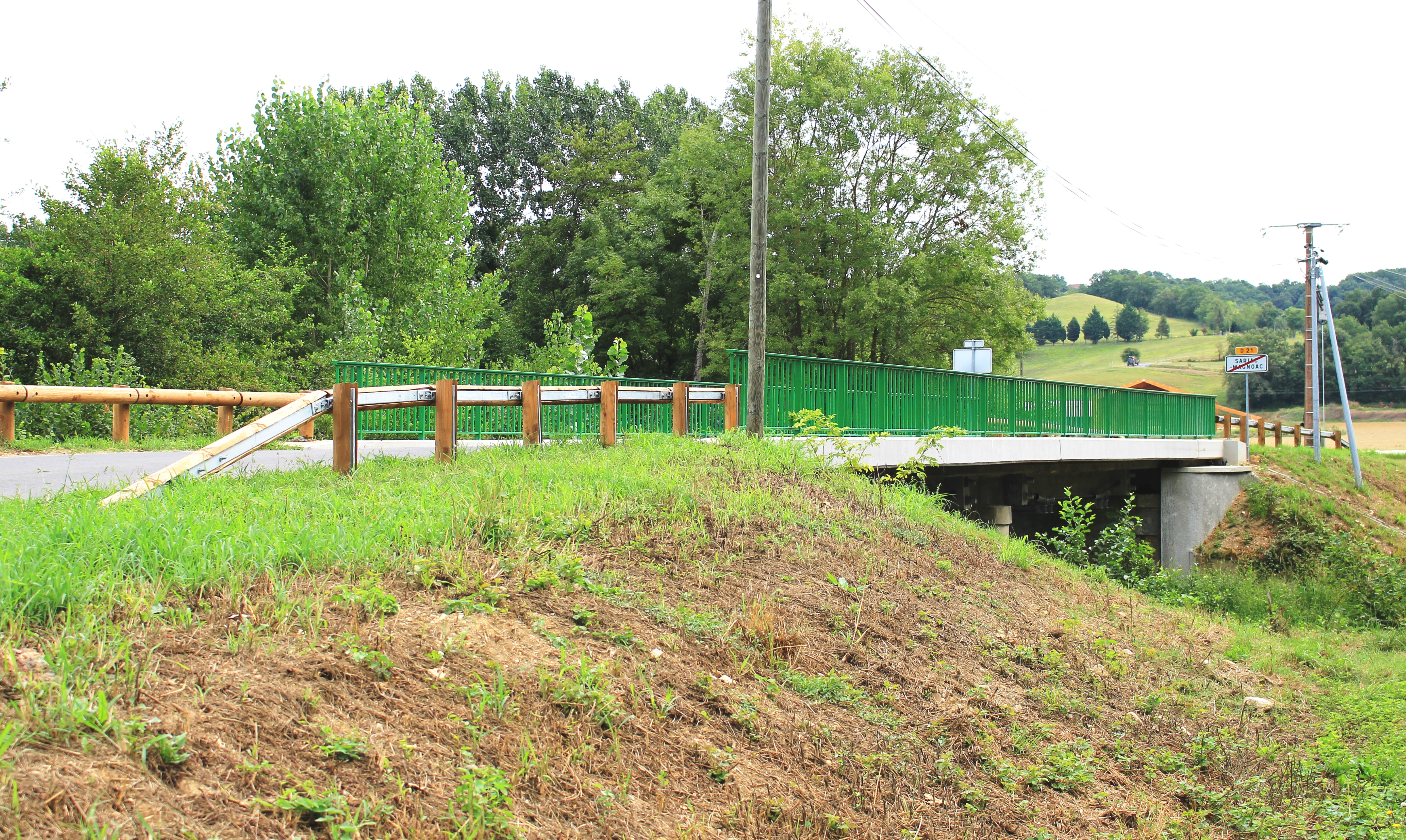
Le pont au-dessus du Gers.

La commune est dans le bassin versant de la Garonne, au sein du bassin hydrographique Adour-Garonne. Elle est drainée par l'Arrats, le Gers, la Gèze, le ruisseau de la garnère d'en bas, le ruisseau d'Espoulet et par divers petits cours d'eau, constituant un réseau hydrographique de 15 km de longueur totale,.
L'Arrats, d'une longueur totale de 162,1 km, prend sa source dans la commune de Lannemezan et s'écoule vers le nord. Il traverse la commune et se jette dans la Garonne à Saint-Loup, après avoir traversé 66 communes.
Le Gers, d'une longueur totale de 175,4 km, prend sa source dans la commune de Lannemezan et s'écoule vers le nord. Il traverse la commune et se jette dans la Garonne à Layrac, après avoir traversé 47 communes.
La Gèze, d'une longueur totale de 11,7 km, prend sa source dans la commune de Cizos et s'écoule vers le nord-est. Elle se jette dans le Gers sur le territoire communal, après avoir traversé 7 communes.

### Climat
Le climat qui caractérise la commune est qualifié, en 2010, de « climat océanique altéré », selon la typologie des climats de la France qui compte alors huit grands types de climats en métropole. En 2020, la commune ressort du même type de climat dans la classification établie par Météo-France, qui ne compte désormais, en première approche, que cinq grands types de climats en métropole. Il s’agit d’une zone de transition entre le climat océanique et les climats de montagne et le climat semi-continental. Les écarts de température entre hiver et été augmentent avec l'éloignement de la mer. La pluviométrie est plus faible qu'en bord de mer, sauf aux abords des reliefs.
Les paramètres climatiques qui ont permis d’établir la typologie de 2010 comportent six variables pour les températures et huit pour les précipitations, dont les valeurs correspondent à la normale 1971-2000. Les sept principales variables caractérisant la commune sont présentées dans l'encadré ci-après.
| Paramètres climatiques communaux sur la période 1971-2000 - Moyenne annuelle de température : 12,6 °C - Nombre de jours avec une température inférieure à −5 °C : 2,1 j - Nombre de jours avec une température supérieure à 30 °C : 7,1 j - Amplitude thermique annuelle : 15,1 °C - Cumuls annuels de précipitation : 908 mm - Nombre de jours de précipitation en janvier : 9,5 j - Nombre de jours de précipitation en juillet : 6,7 j |

Avec le changement climatique, ces variables ont évolué. Une étude réalisée en 2014 par la Direction générale de l'Énergie et du Climat complétée par des études régionales prévoit en effet que la  température moyenne devrait croître et la pluviométrie moyenne baisser, avec toutefois de fortes variations régionales. Ces changements peuvent être constatés sur la station météorologique de Météo-France la plus proche, « Castelnau-Magnoac », sur la commune de Castelnau-Magnoac, mise en service en 1986 et qui se trouve à 3 km à vol d'oiseau,, où la température moyenne annuelle est de 12,6 °C et la hauteur de précipitations de 861,3 mm pour la période 1981-2010.
Sur la station météorologique historique la plus proche, « Tarbes-Lourdes-Pyrénées », sur la commune d'Ossun, mise en service en 1946 et à 48 km, la température moyenne annuelle évolue de 12,2 °C pour la période 1971-2000, à 12,6 °C pour 1981-2010, puis à 12,9 °C pour 1991-2020.

### Milieux naturels et biodiversité
L’inventaire des zones naturelles d'intérêt écologique, faunistique et floristique (ZNIEFF) a pour objectif de réaliser une couverture des zones les plus intéressantes sur le plan écologique, essentiellement dans la perspective d’améliorer la connaissance du patrimoine naturel national et de fournir aux différents décideurs un outil d’aide à la prise en compte de l’environnement dans l’aménagement du territoire.
Une ZNIEFF de type 1 est recensée sur la commune :
les « pelouses sèches des Paguères à Sariac-Magnoac » (76 ha) et une ZNIEFF de type 2, : 
les « coteaux du Gers d'Aries-Espénan à Auch » (13 191 ha), couvrant 31 communes dont 28 dans le Gers et trois dans les Hautes-Pyrénées.

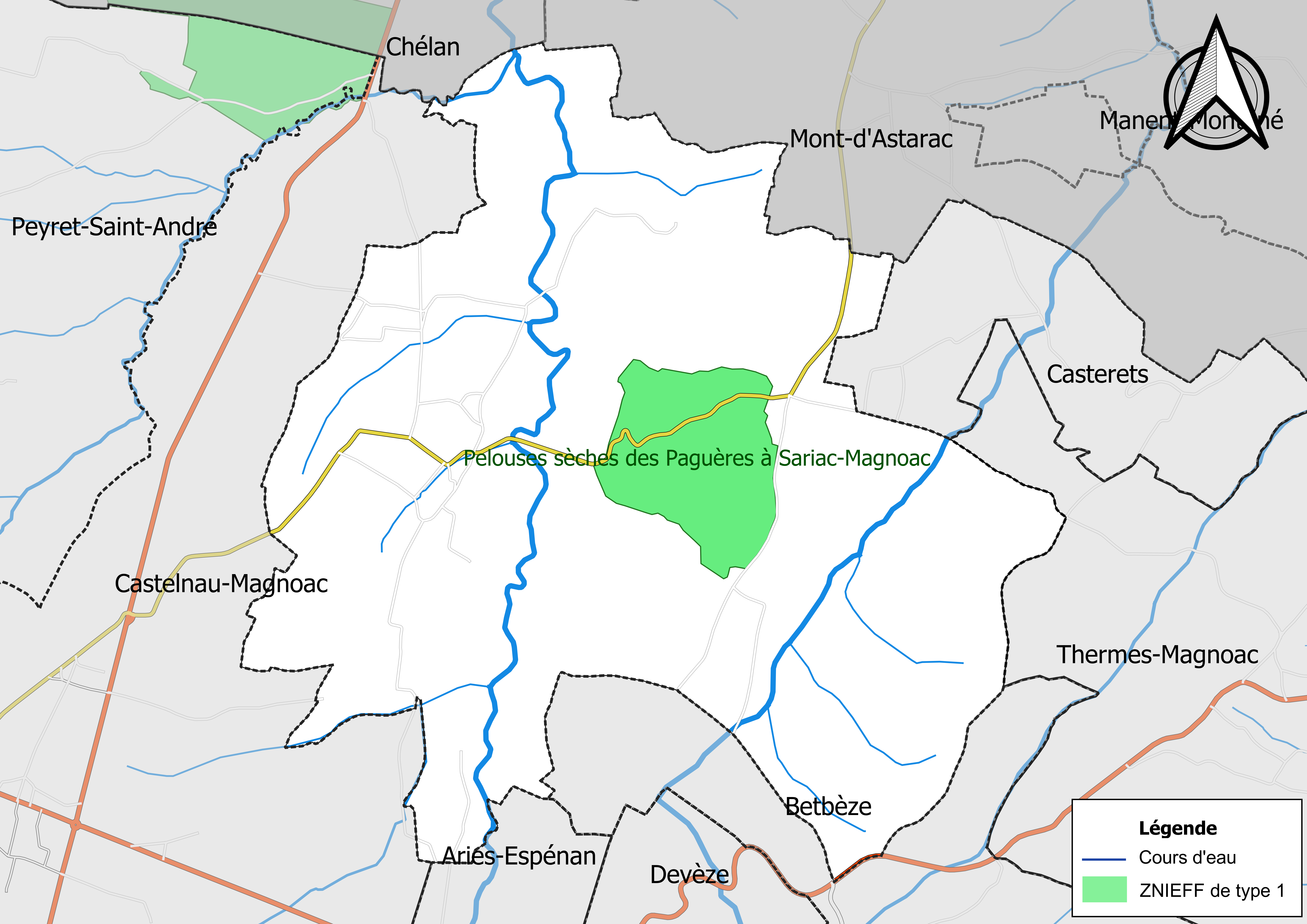
Carte de la ZNIEFF de type 1 sur la commune.
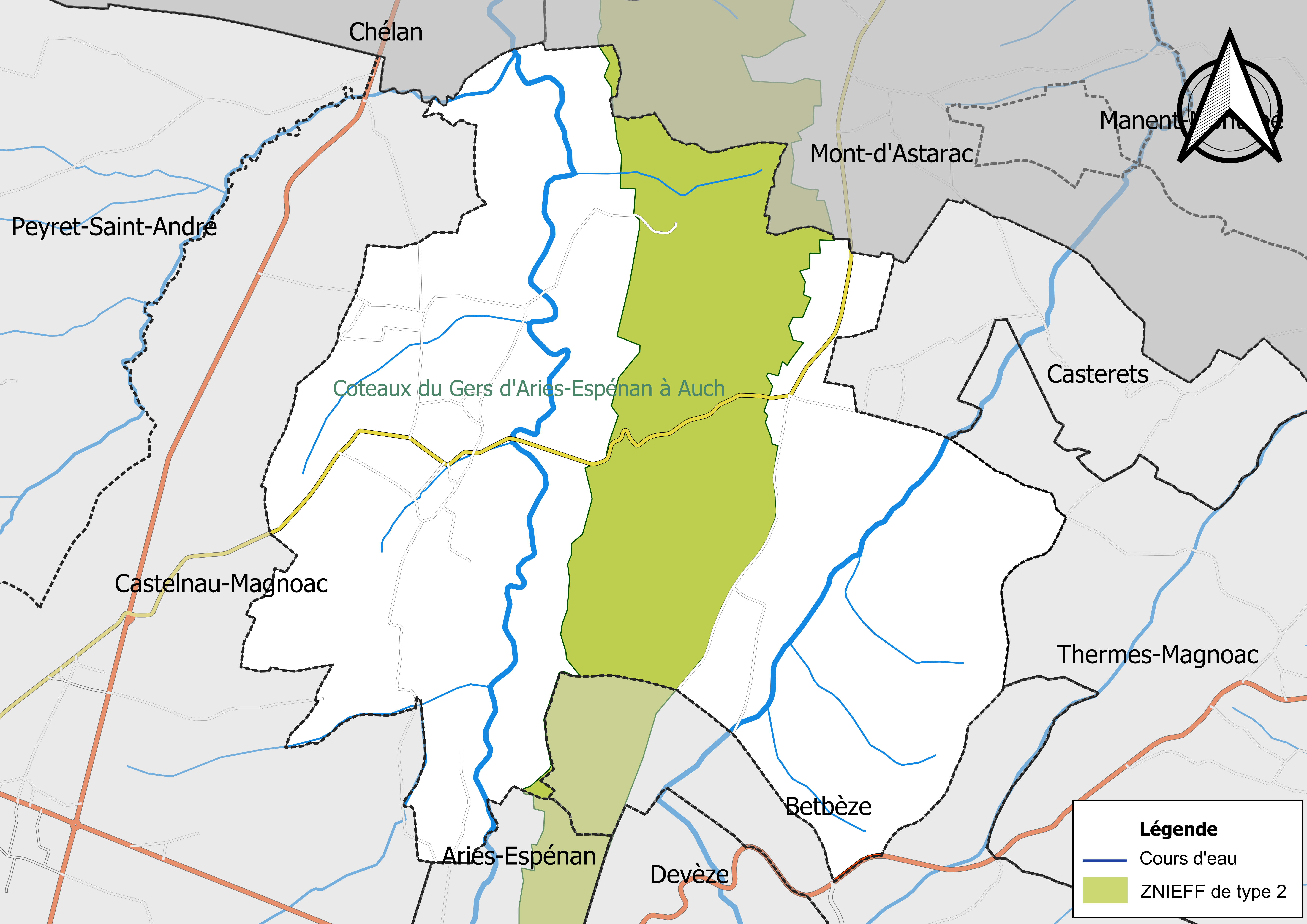
Carte de la ZNIEFF de type 2 sur la commune.

## Urbanisme

### Typologie
Au 1er janvier 2024, Sariac-Magnoac est catégorisée commune rurale à habitat très dispersé, selon la nouvelle grille communale de densité à sept niveaux définie par l'Insee en 2022.
Elle est située hors unité urbaine et hors attraction des villes,.

### Occupation des sols
L'occupation des sols de la commune, telle qu'elle ressort de la base de données européenne d’occupation biophysique des sols Corine Land Cover (CLC), est marquée par l'importance des territoires agricoles (81 % en 2018), une proportion identique à celle de 1990 (81 %). La répartition détaillée en 2018 est la suivante : 
terres arables (41,5 %), zones agricoles hétérogènes (29,1 %), forêts (19 %), prairies (10,5 %).
L'IGN met par ailleurs à disposition un outil en ligne permettant de comparer l’évolution dans le temps de l’occupation des sols de la commune (ou de territoires à des échelles différentes). Plusieurs époques sont accessibles sous forme de cartes ou photos aériennes : la carte de Cassini (XVIIIe siècle), la carte d'état-major (1820-1866) et la période actuelle (1950 à aujourd'hui).

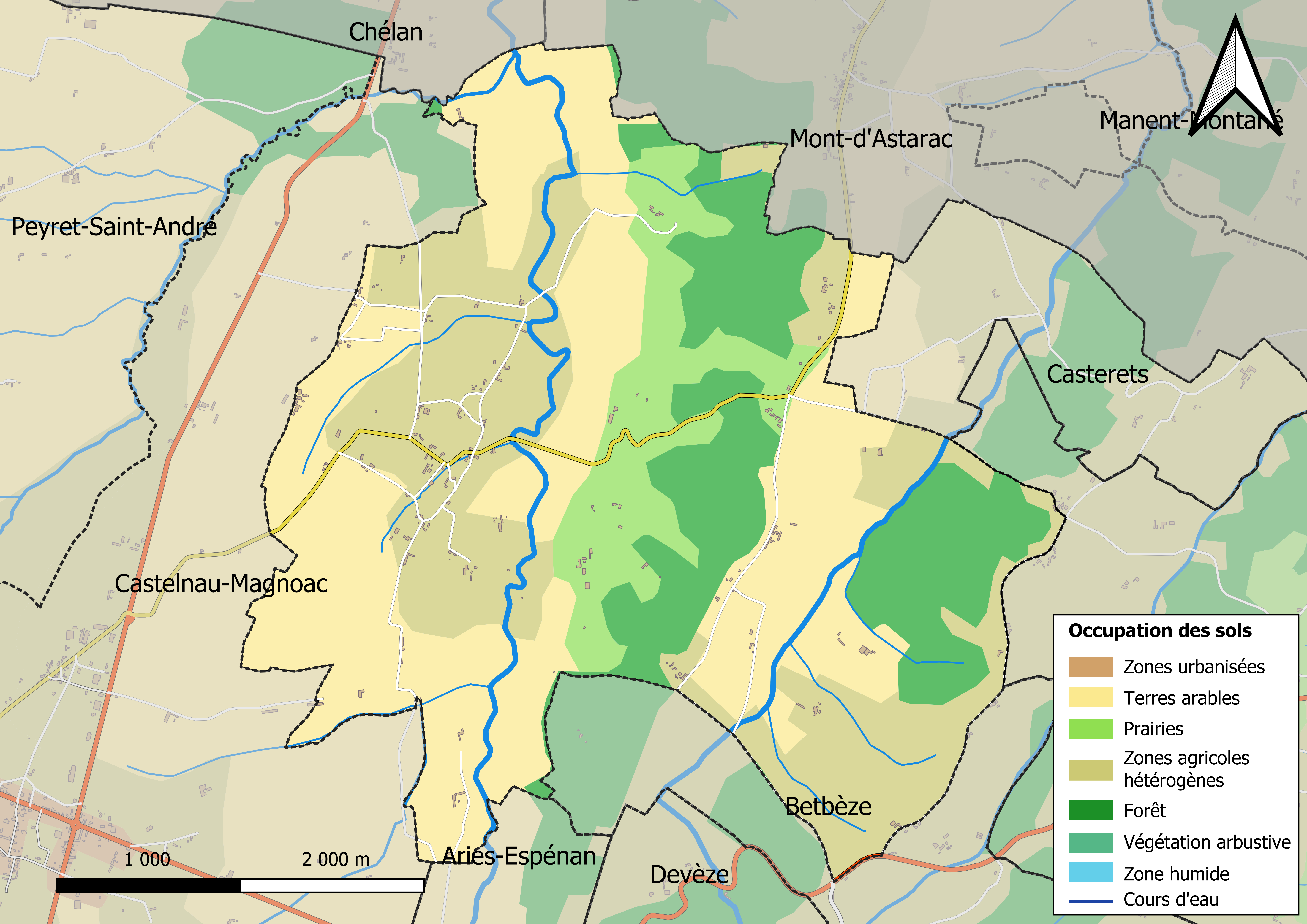
Carte des infrastructures et de l'occupation des sols en 2018 (CLC) de la commune.
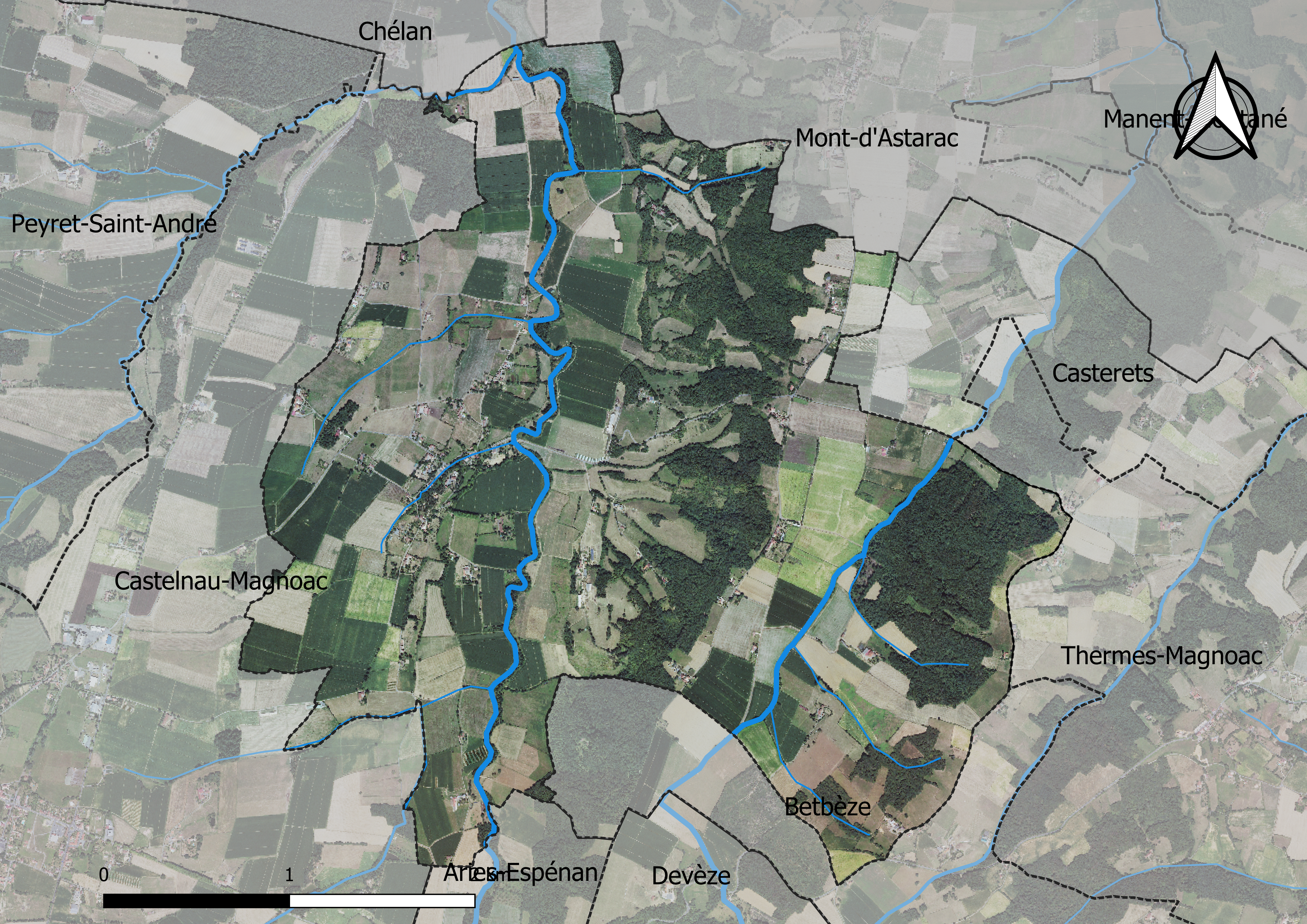
Carte orthophotogrammétrique de la commune.

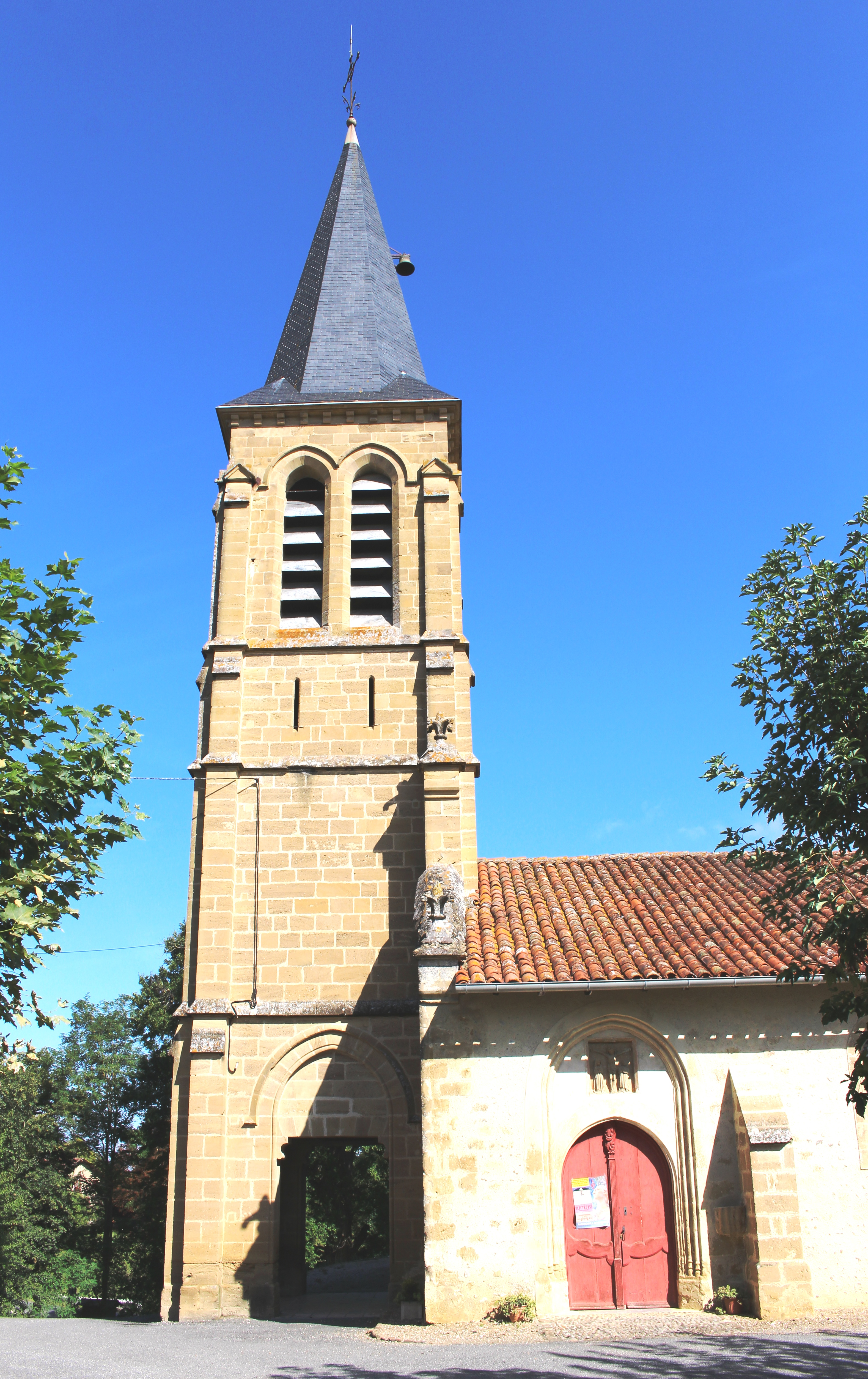
L'église de l'Assomption en 2016.

### Logement
En 2012, le nombre total de logements dans la commune est de 92.

Parmi ces logements, 79,3 % sont des résidences principales, 13,0 % des résidences secondaires et 7,6 % des logements vacants.

### Voies de communication et transports
Cette commune est desservie par la route départementale D 21.

## Toponymie

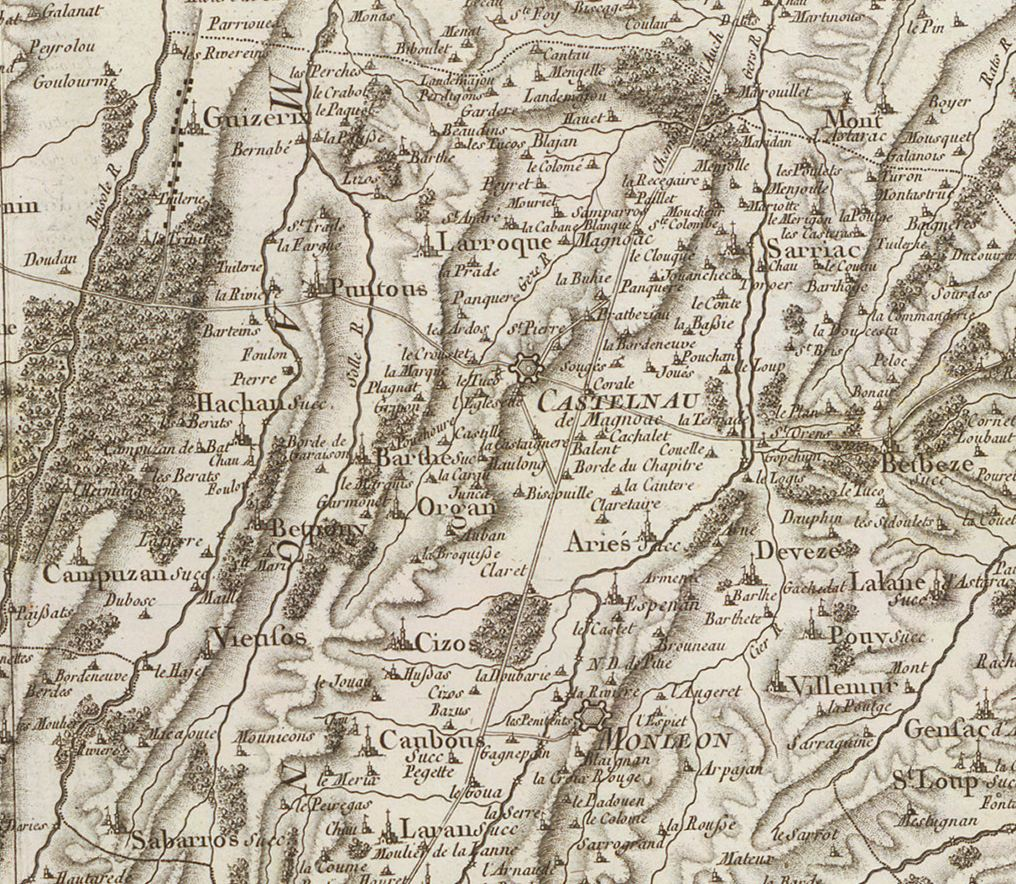
Extrait de la carte de Cassini (entre 1756 et 1789) situant Sariac-Magnoac au nord-est de Castelnau-Magnoac.

On trouvera les principales informations dans le Dictionnaire toponymique des communes des Hautes-Pyrénées de Michel Grosclaude et Jean-François Le Nail qui rapporte les dénominations historiques du village :
Dénominations historiques :
- de Sariaco, latin (1248, cartulaire de Berdoues) ;
- de Serinhaco, latin (1383-1384, procuration Auch ; 1405, décime Auch) ;
- de Sarinhaco, latin (XVe siècle, taxes Auch) ;
- Sariac (1746, Brugèles ; 1790, Département) ;
- prend en 1925 le nom de Sariac-Magnoac.

Étymologie : nom de domaine antique, du nom de personnage latin Sarinius et suffixe -acum (propriété de Sarinius).
Nom occitan : Sariac.

## Histoire

### Cadastre napoléonien de Sariac-Magnoac
Le plan cadastral napoléonien de Sariac-Magnoac est consultable sur le site des archives départementales des Hautes-Pyrénées.

## Politique et administration

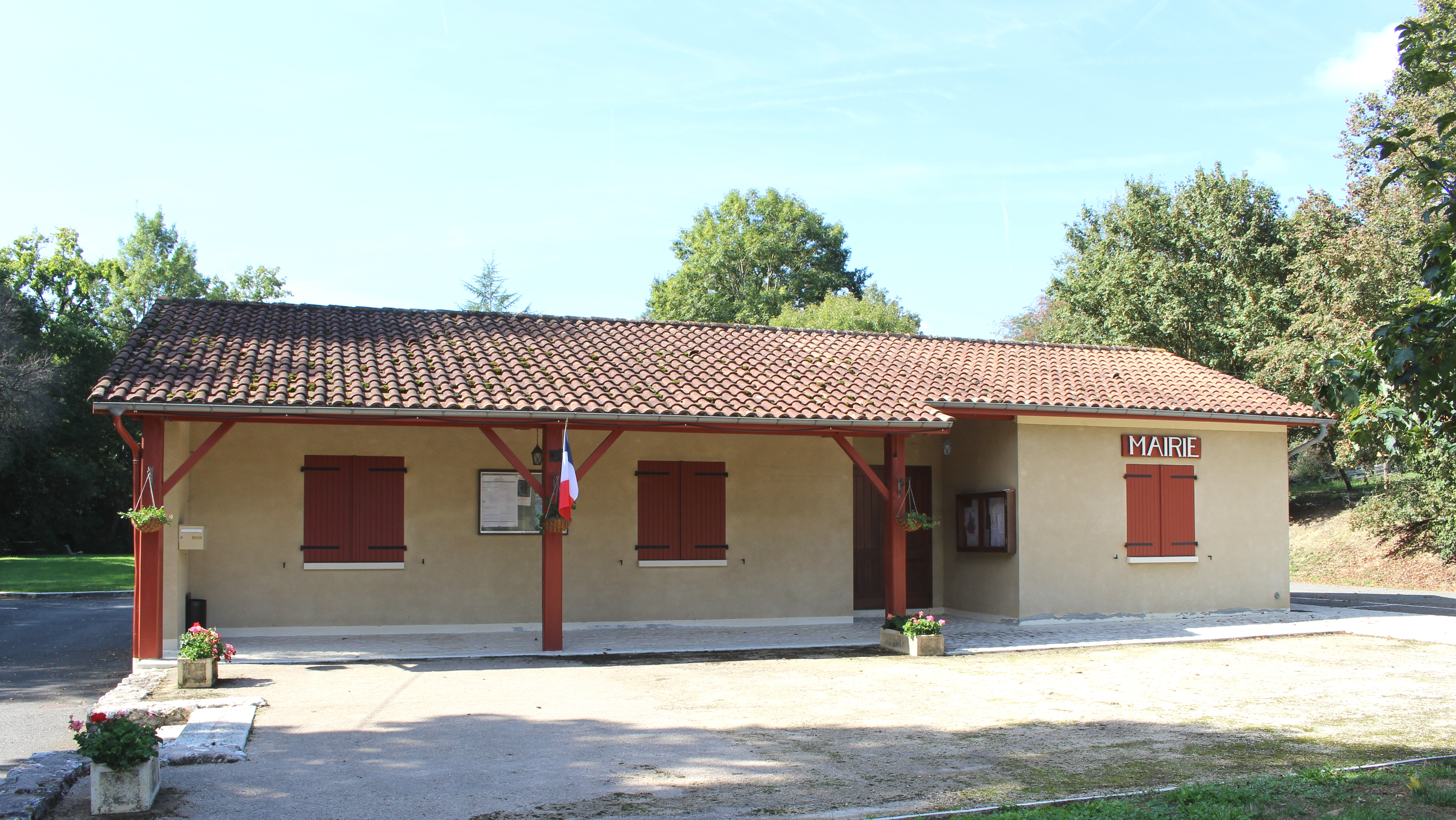
La mairie en 2016.

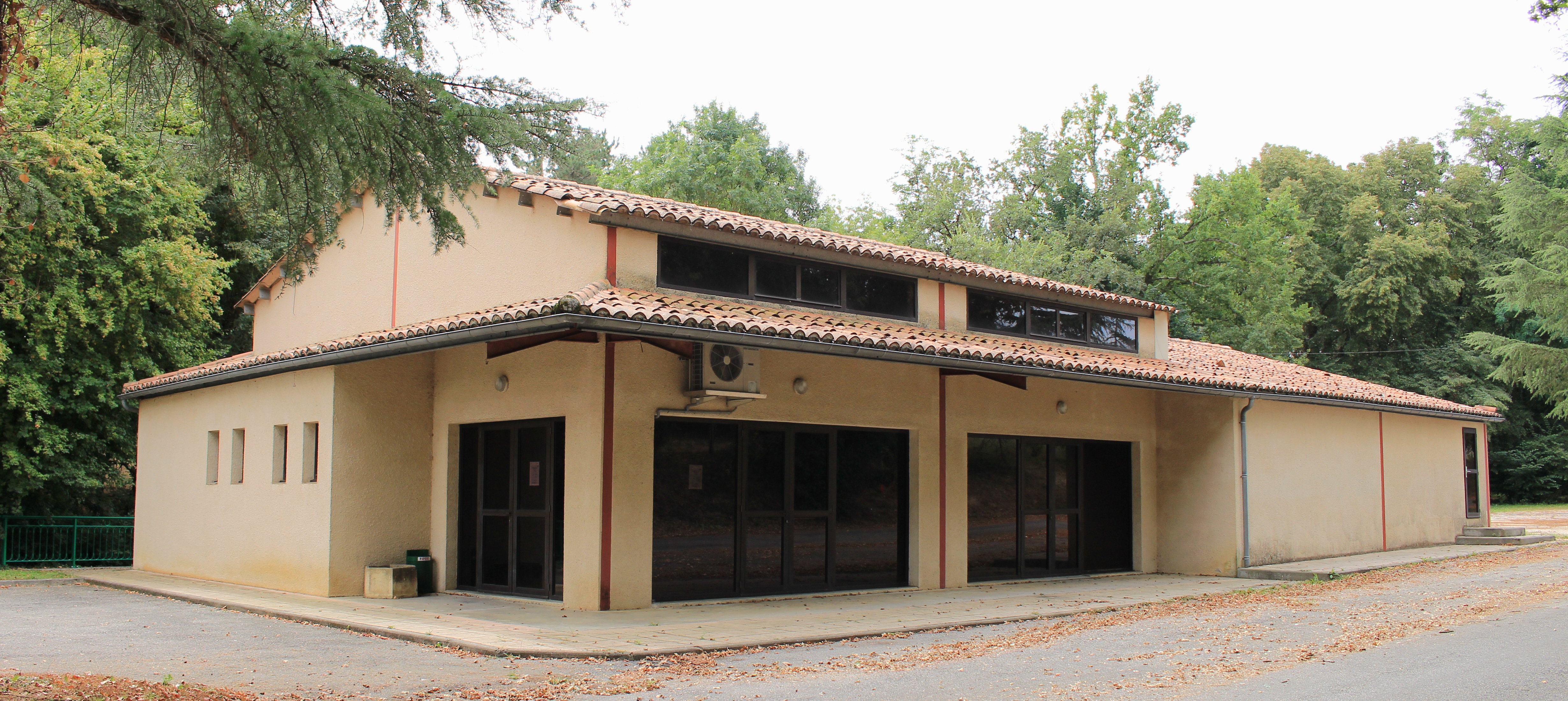
Le foyer rural en 2020.

### Liste des maires
| Période                                  | Période   | Identité        | Étiquette | Qualité |
| ---------------------------------------- | --------- | --------------- | --------- | ------- |
| Les données manquantes sont à compléter. |           |                 |           |         |
|                                          |           |                 |           |         |
| mars 1995                                | mars 2008 | Jacques Lacoste |           |         |
| mars 2008                                | En cours  | Myriam Solles   |           |         |

### Rattachements administratifs et électoraux

#### Historique administratif
Sénéchaussée d'Auch, pays des Quatre-Vallées, vallée de Magnoac, canton de  Castelnau-Magnoac (depuis 1790). Les hameaux de La Gariède, Madiran ou Maridan et La Commanderie lui sont rattachés en 1794. Prend en 1925 le nom de Sariac-Magnoac.

#### Intercommunalité
Sariac-Magnoac appartient à la communauté de communes du Pays de Trie et du Magnoac créée en janvier 2017 et qui réunit 50 communes.
La commune est également membre du SIVOM de Saint-Gaudens Montréjeau Aspet Magnoac.

## Population et société

### Démographie

#### Évolution démographique

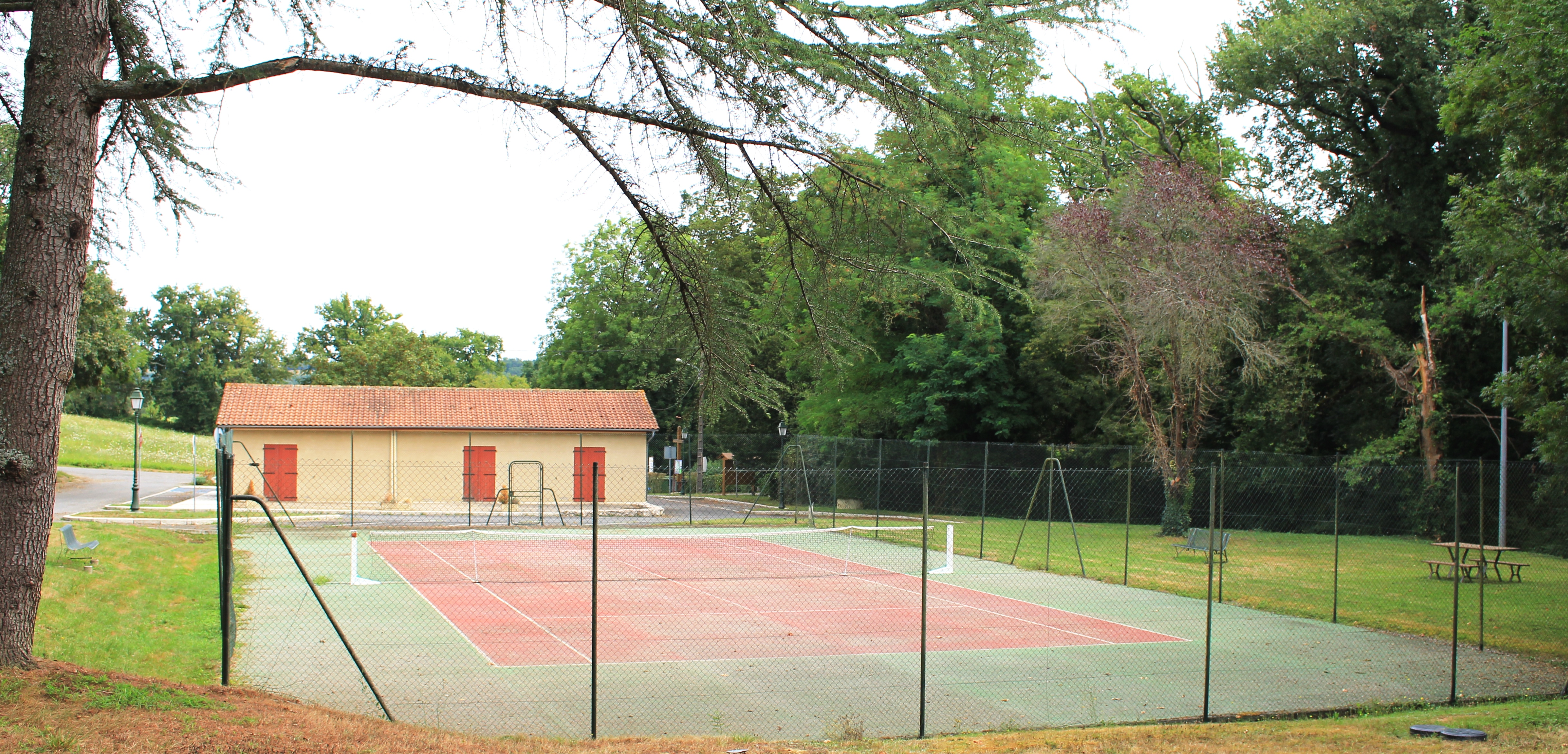
Court de tennis en 2020.

| 1793 | 1800 | 1806 | 1821 | 1831 | 1836 | 1841 | 1846 | 1851 |
| ---- | ---- | ---- | ---- | ---- | ---- | ---- | ---- | ---- |
| 442  | 509  | 546  | 555  | 582  | 536  | 513  | 599  | 566  |

| 1856 | 1861 | 1866 | 1872 | 1876 | 1881 | 1886 | 1891 | 1896 |
| ---- | ---- | ---- | ---- | ---- | ---- | ---- | ---- | ---- |
| 556  | 548  | 547  | 511  | 504  | 463  | 435  | 435  | 417  |

| 1901 | 1906 | 1911 | 1921 | 1926 | 1931 | 1936 | 1946 | 1954 |
| ---- | ---- | ---- | ---- | ---- | ---- | ---- | ---- | ---- |
| 402  | 390  | 353  | 284  | 264  | 266  | 255  | 260  | 243  |

| 1962 | 1968 | 1975 | 1982 | 1990 | 1999 | 2006 | 2007 | 2012 |
| ---- | ---- | ---- | ---- | ---- | ---- | ---- | ---- | ---- |
| 211  | 198  | 187  | 172  | 150  | 138  | 152  | 154  | 153  |

| 2017 | 2022 | - | - | - | - | - | - | - |
| ---- | ---- | - | - | - | - | - | - | - |
| 153  | 159  | - | - | - | - | - | - | - |

### Enseignement
La commune dépend de l'académie de Toulouse. Elle ne dispose plus d'école en 2016.

## Économie

### Revenus
En 2018, la commune compte 73 ménages fiscaux, regroupant 147 personnes. La médiane du revenu disponible par unité de consommation est de 18 270 € (20 420 € dans le département).

### Emploi
|                | 2008  | 2013  | 2018  |
| -------------- | ----- | ----- | ----- |
| Commune        | 4,8 % | 4,3 % | 3,6 % |
| Département    | 7,7 % | 9,4 % | 9,8 % |
| France entière | 8,3 % | 10 %  | 10 %  |

En 2018, la population âgée de 15 à 64 ans s'élève à 83 personnes, parmi lesquelles on compte 75,9 % d'actifs (72,3 % ayant un emploi et 3,6 % de chômeurs) et 24,1 % d'inactifs,. Depuis 2008, le taux de chômage communal (au sens du recensement) des 15-64 ans est inférieur à celui de la France et du département.
La commune est hors attraction des villes,. Elle compte 27 emplois en 2018, contre 23 en 2013 et 27 en 2008. Le nombre d'actifs ayant un emploi résidant dans la commune est de 61, soit un indicateur de concentration d'emploi de 44,2 % et un taux d'activité parmi les 15 ans ou plus de 47,8 %.
Sur ces 61 actifs de 15 ans ou plus ayant un emploi, 25 travaillent dans la commune, soit 41 % des habitants. Pour se rendre au travail, 68,9 % des habitants utilisent un véhicule personnel ou de fonction à quatre roues, 1,6 % s'y rendent en deux-roues, à vélo ou à pied et 29,5 % n'ont pas besoin de transport (travail au domicile).

## Culture locale et patrimoine

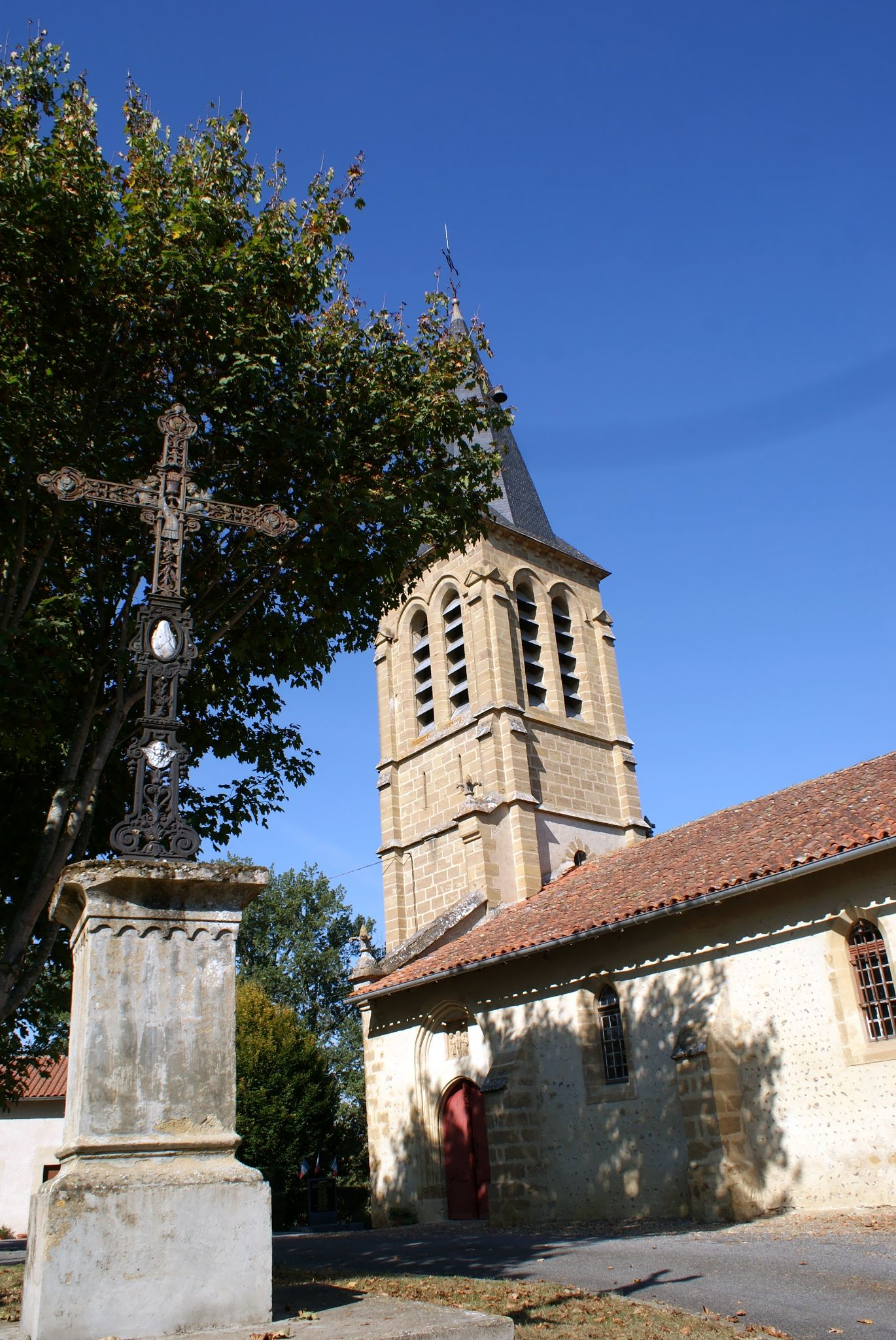
L'église Saint-Martin.

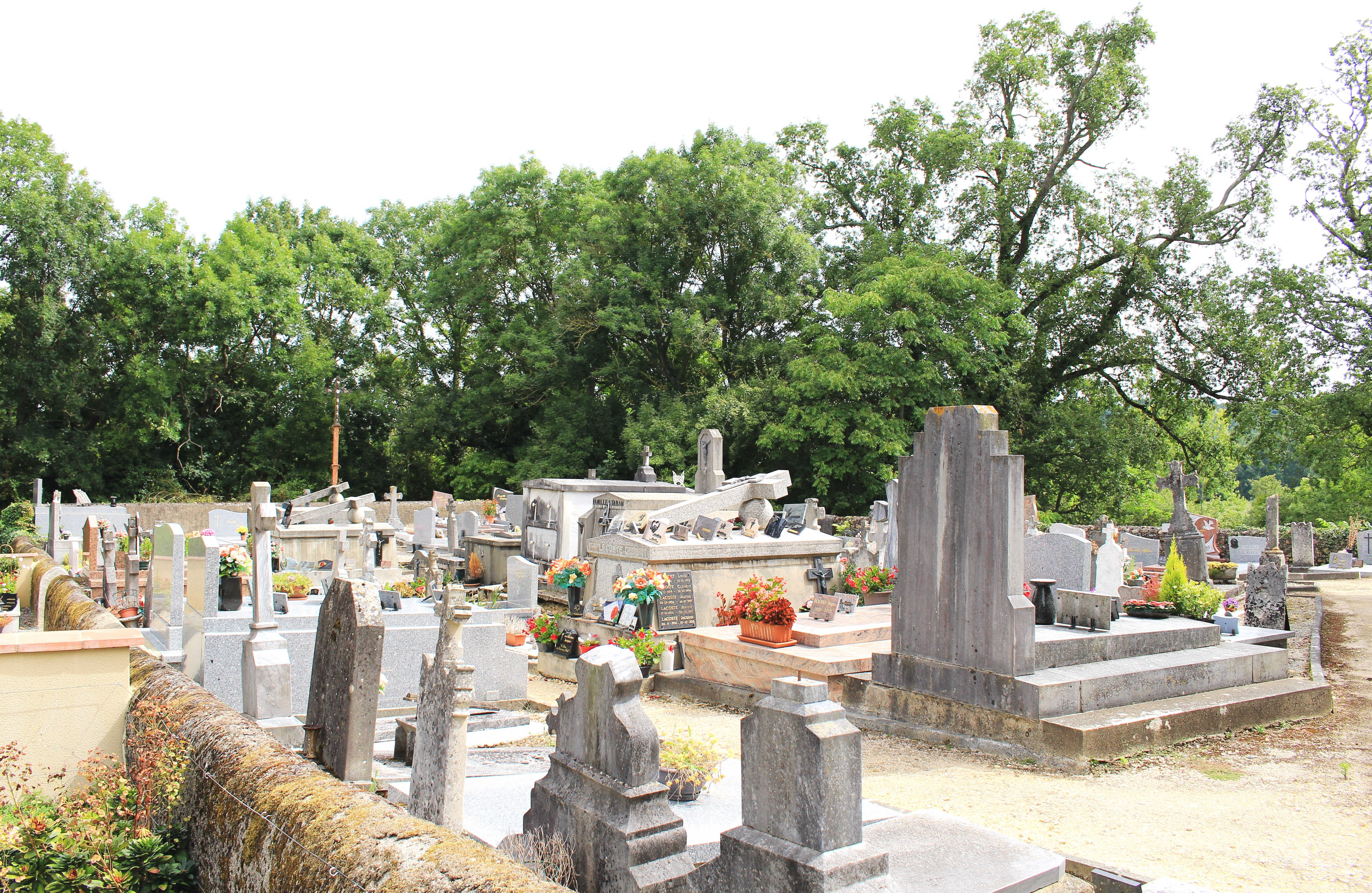
Le cimetière.

### Lieux et monuments
- Église Saint-Martin de Sariac-Magnoac.

### Personnalités liées à la commune
- Maria Navarre dite Coecilia Navarre, actrice de théâtre et de cinéma née à Sariac (1883-1942).

## Voir aussi

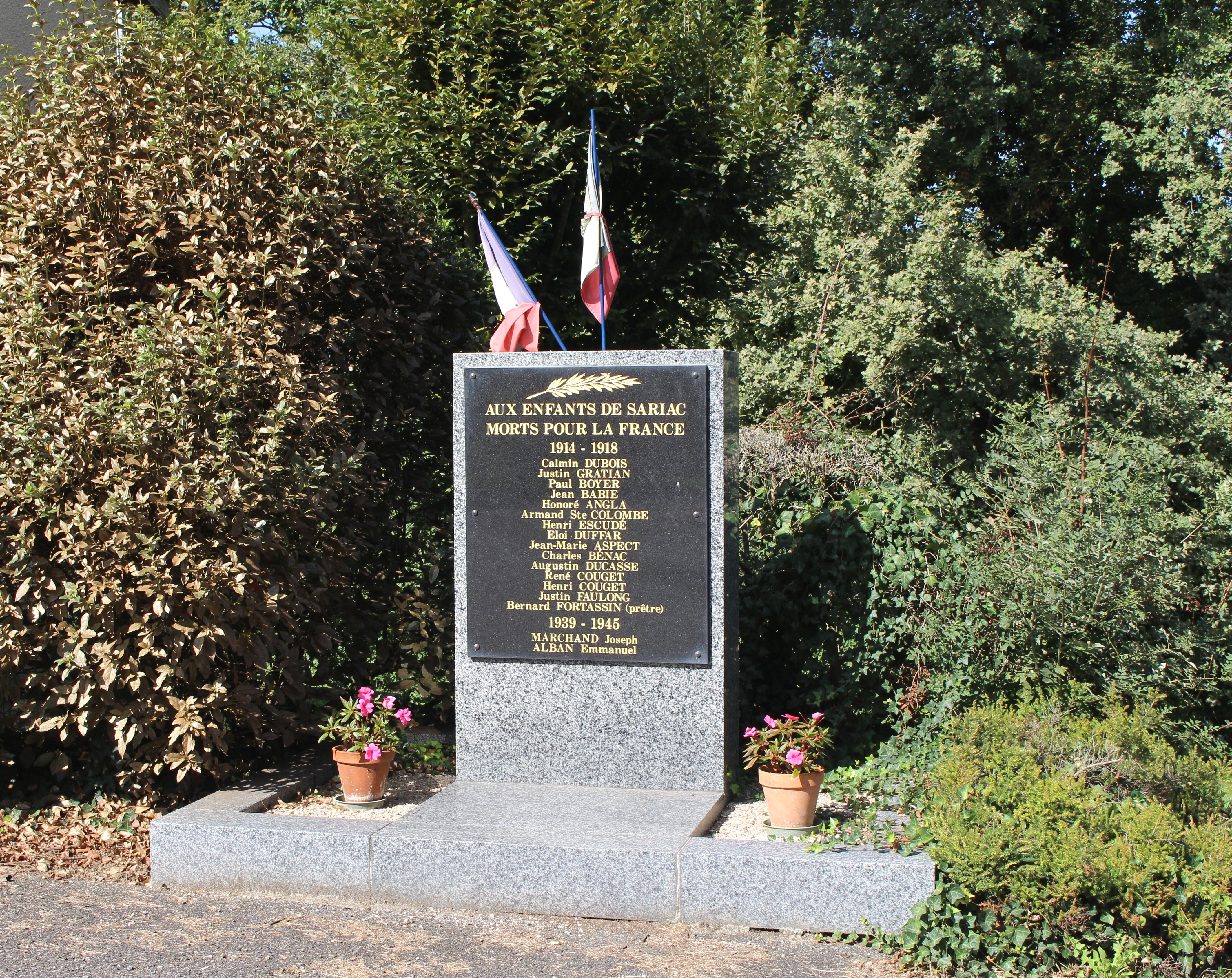
Le monument aux morts municipal.

### Héraldique
| Blason | Blasonnement : D'azur au corbeau cousu de sable volant et tenant avec son bec une clochette d'or, surmonté à dextre d'une fleur de lys du même, au chef d'argent chargé de dix losanges accolées et aboutées du champ, rangées 5 et 5 en deux tires. |

Sélection de vues diverses
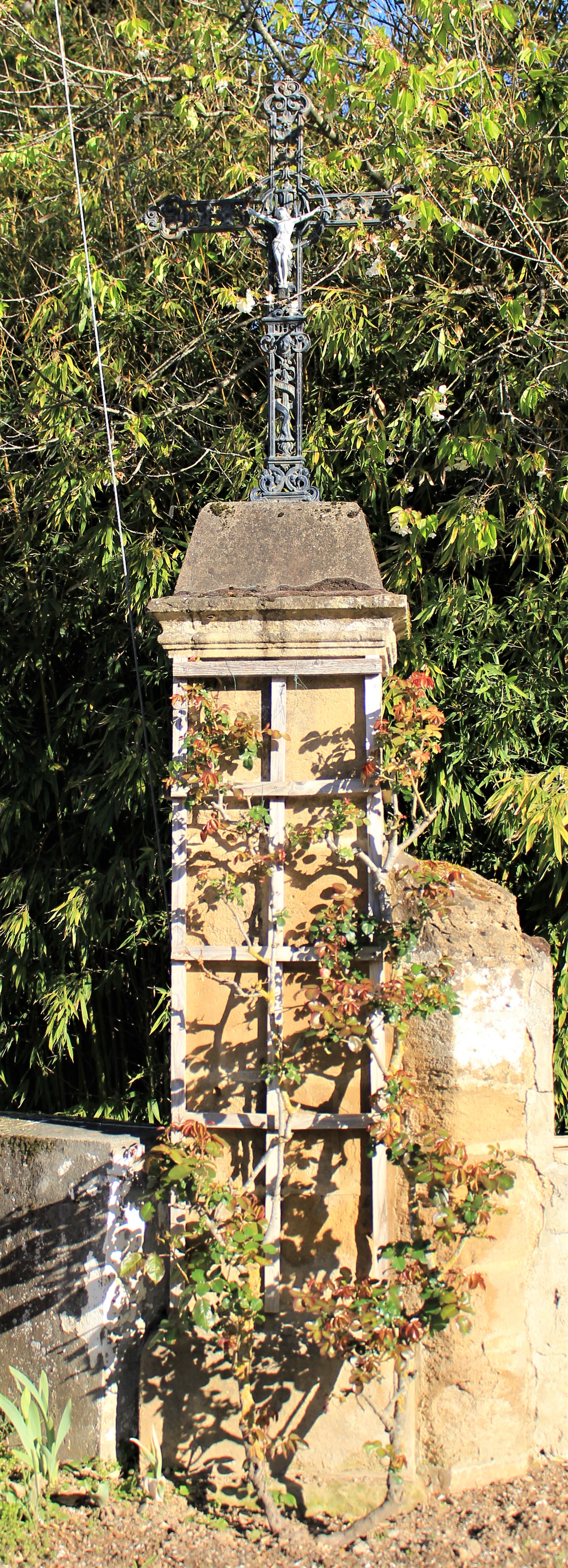
Une croix.
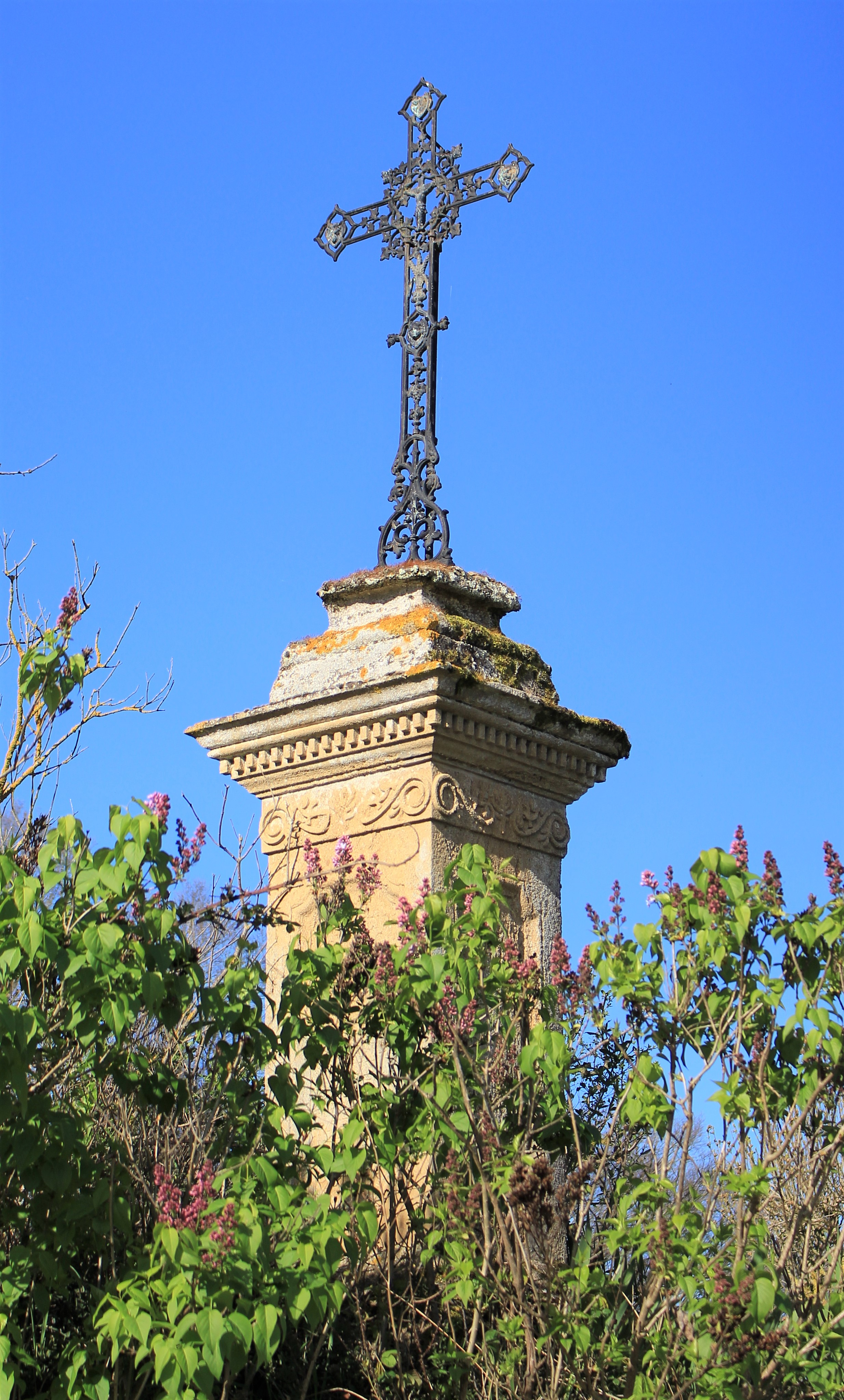
Une croix.
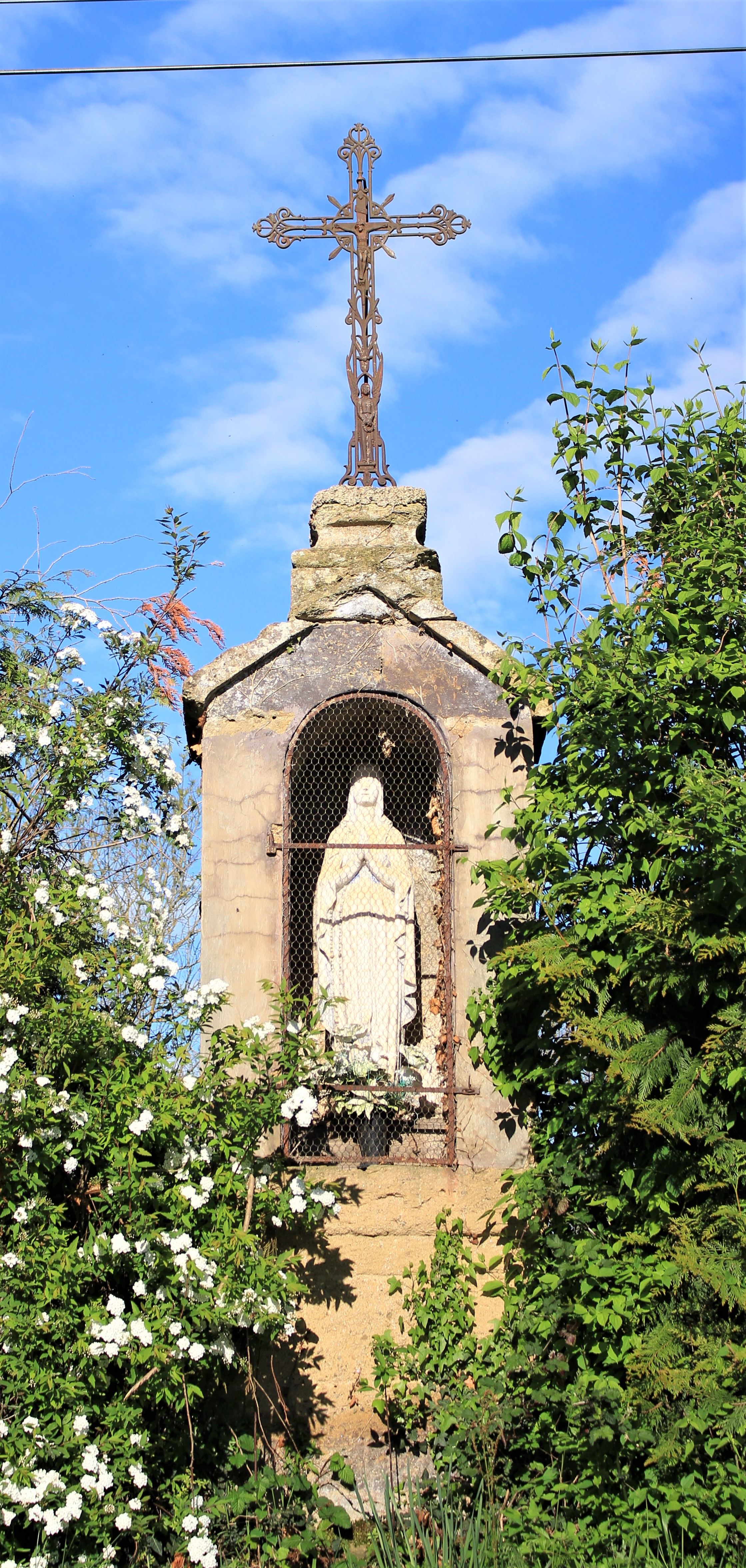
L'Oratoire.
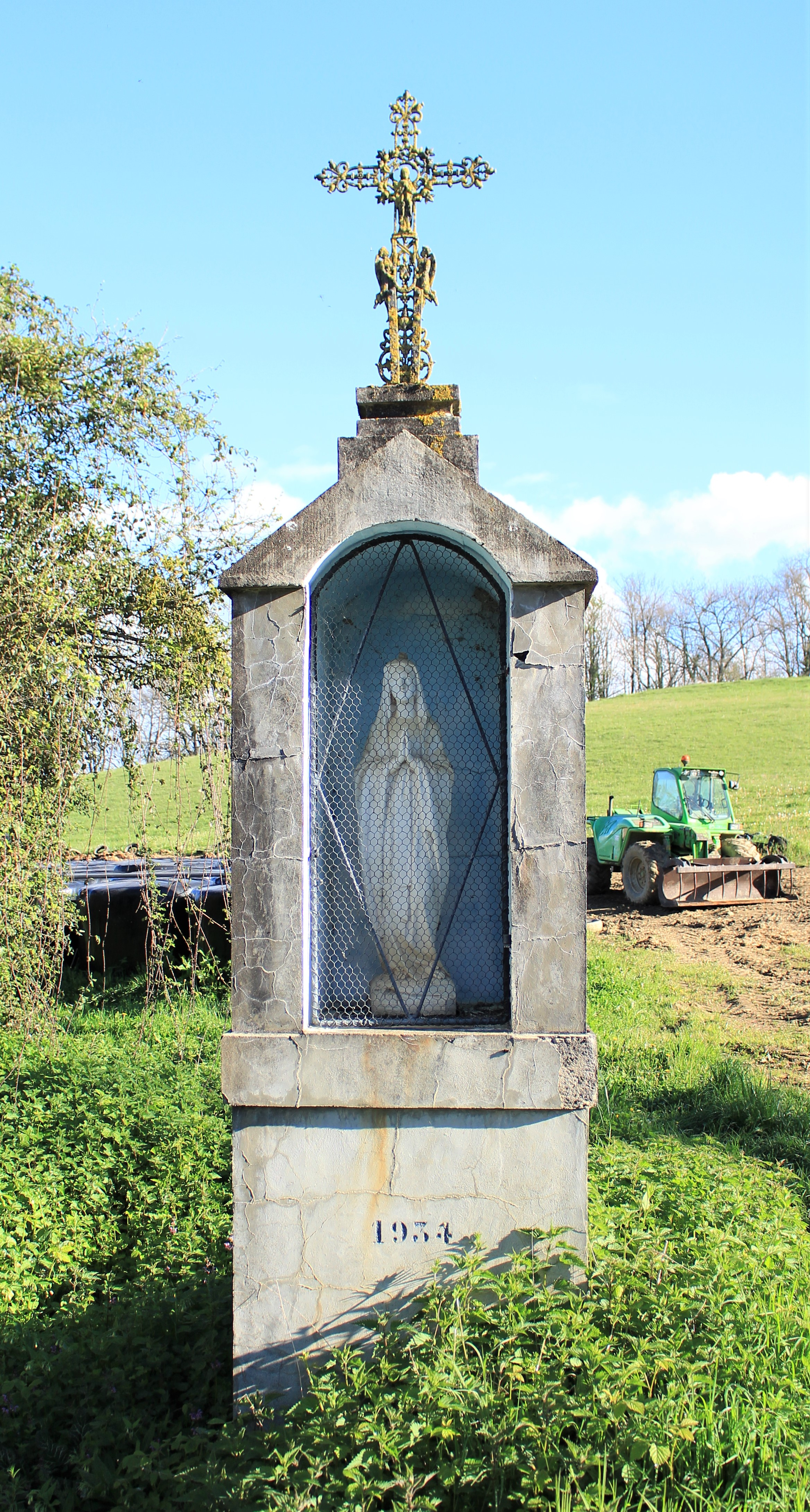
L'Oratoire.